# Schaefferia fukugakuchiana
Schaefferia fukugakuchiana är en urinsektsart som först beskrevs av Riozo Yosii 1956.  Schaefferia fukugakuchiana ingår i släktet Schaefferia och familjen Hypogastruridae. Inga underarter finns listade i Catalogue of Life.